# 廣島刑務所
34°22′39.4″N 132°26′47.8″E / 34.377611°N 132.446611°E

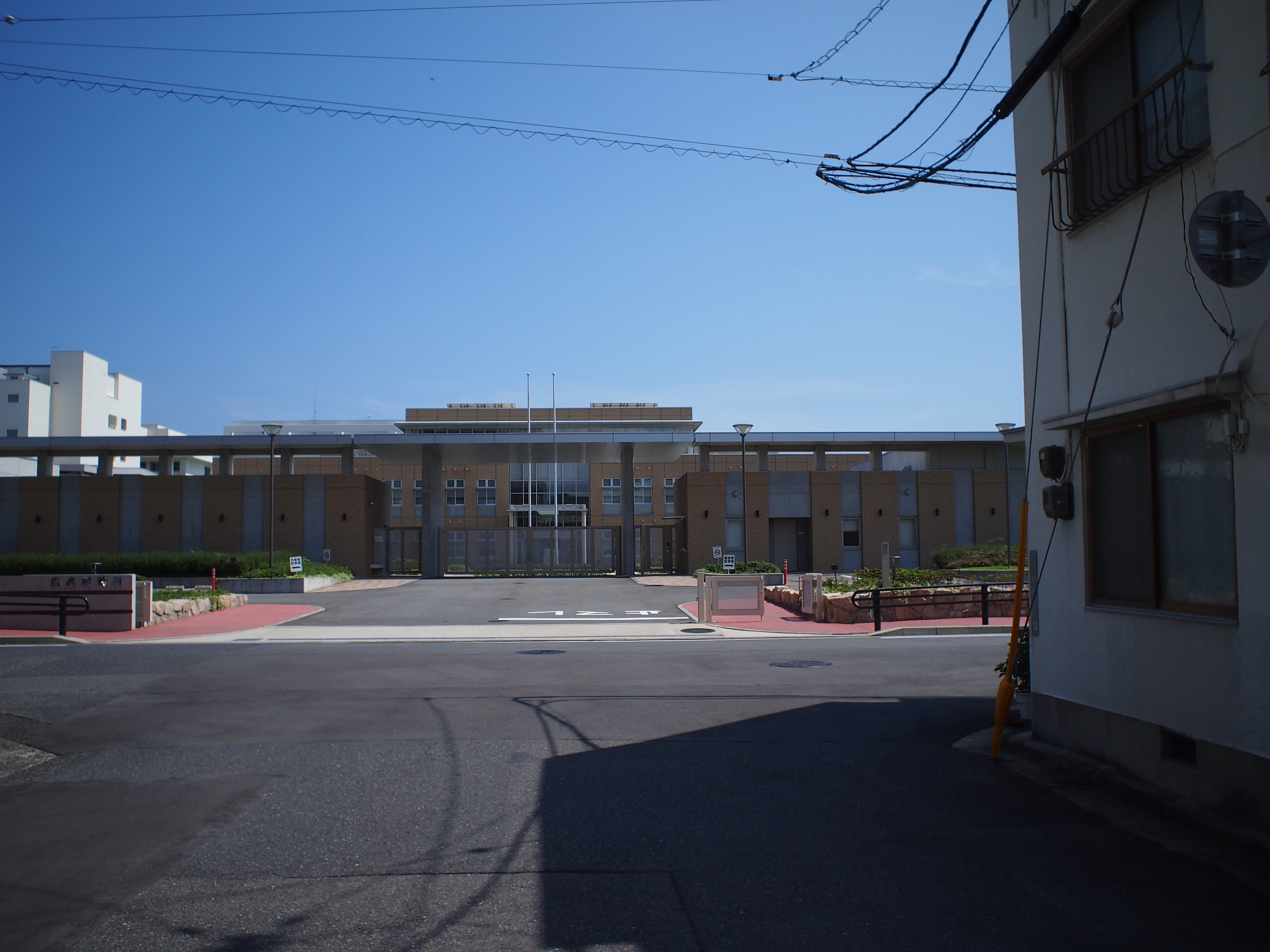
正面

廣島刑務所（日语：／ Hiroshima keimusho */?）是日本監獄，由法務省廣島矯正管區管轄，獄址位於廣島縣廣島市中區吉島町13-114號。
該監獄可容納1,800名受刑人，是日本第五大監獄。

## 歷史
- 1888年（明治21年）3月，於現在所在地（吉島）設置監獄。
- 1890年（明治23年）10月，改稱廣島監獄署。
- 1903年（明治36年）4月，改稱廣島監獄。
- 1905年（明治38年）6月，藝豫地震造成第14工場全壞，2人死亡（1職員、1受刑者），4人重傷，20人輕傷（均為受刑者）。其他部分設施受到不同程度損壞。
- 1922年（大正11年），廣島監獄改稱廣島刑務所
- 1945年（昭和20年）8月，原子彈爆炸中，多數職員、受刑者死亡。
- 2012年（平成24年）1月11日，一名來自中国大陆的囚犯越獄（日语：広島刑務所中国人受刑者脱獄事件），當局一度發出緊急通緝令。他在1月13日被捉回。[1]